# Verneuil-sur-Seine
Verneuil-sur-Seine ist eine französische Stadt mit 16.112 Einwohnern (Stand 1. Januar 2022) im Département Yvelines in der Region Île-de-France.

## Geografie
Verneuil-sur-Seine liegt etwa 15 Kilometer nordwestlich von Saint-Germain-en-Laye am linken Ufer der Seine. 

## Bevölkerungsentwicklung
| Jahr      | 1968  | 1975  | 1982   | 1990   | 1999   | 2006   | 2017   |
| Einwohner | 7.405 | 9.988 | 11.303 | 12.499 | 14.538 | 15.408 | 15.577 |

## Infrastruktur
Der Bahnhof Vernouillet-Verneuil liegt im Gemeindegebiet an der Bahnstrecke Paris–Le Havre und wird von Transilien-Regionalzügen bedient.

## Baudenkmäler
Siehe: Liste der Monuments historiques in Verneuil-sur-Seine

## Städtepartnerschaften
Verneuil-sur-Seine hat drei Partnerstädte: seit dem 21. Juni 1979 Rainford in England, seit dem 27. September 1986 Weiterstadt in Deutschland und seit dem 1. November 1998 Aguilar de la Frontera in Spanien.

## Bildung
Es gibt sechs Kindergärten in Verneuil-sur-Seine, drei Grundschulen und die weiterführende Schule collège Jean Zay. Das private katholische Schulzentrum Notre-Dame-les-Oiseaux de Verneuil umfasst Kindergarten, Grundschule, weiterführende Schule und Gymnasium.

## Persönlichkeiten
- Alexis de Tocqueville (1805–1859) war Publizist, Politiker und Historiker.